# Starship Troopers: Terran Command
Starship Troopers: Terran Command — компьютерная игра в жанре стратегии реального времени, разработанная студией The Aristocrats и выпущенная Slitherine Software в 2022 году.

## Игровой процесс
Действие игры происходит во франшизе «Звёздный десант». Игрок защищает отдалённую шахтёрскую колонию от вторжения инопланетных насекомых. Terran Command заимствует элементы как из фильма 1997 года, в частности, сатирическую критику милитаризма, так и из книги 1959 года Роберта Хайнлайна, например, силовую броню. В бою силы десанта полагаются на мощные дальнобойные атаки, а инопланетяне — на превосходство в численности, мобильности и ближний бой. Игрок может управлять только силами десанта. По мере прохождения кампании игроку становятся доступны более мощные юниты. Пережив несколько сражений, юниты усиливаются и разблокируют особые способности.

## Разработка
Игра была анонсирована в 2019 году. Изначально её выпуск был запланирован на 2020 год, затем на март 2023 года, но в конечном итоге игра была выпущена 16 июня 2022 года на Windows.
16 ноября 2023 года для игры вышло первое дополнение, Raising Hell. Второе дополнение, Urban Onslaught, вышло 18 июня 2024 года

## Критика
| Сводный рейтинг    | Сводный рейтинг |
| Агрегатор          | Оценка          |
| ------------------ | --------------- |
| Metacritic         | 70/100          |
| Иноязычные издания |                 |
| Издание            | Оценка          |
| IGN                | 7/10            |

Starship Troopers: Terran Command получила смешанные отзывы, по данным агрегатора рецензий Metacritic. Леана Хафер в рецензии для IGN назвала игру «компетентной ассиметричной RTS», но раскритиковала отсутствие многопользовательского режима и редактора сценариев, посчитав первую половину кампании слишком простой. Син Вега из Rock Paper Shotgun счёл, что для того, чтобы по-настоящему порекомендовать игру, в ней должно быть больше контента, либо сатирических комментариев, вдохновлённых фильмом.